# Championnat du Maroc de football 1976-1977
Navigation
Édition précédente Édition suivante
Le championnat du Maroc de GNF1 saison 1976-1977 voit le Wydad AC champion du Maroc pour la 10e fois de son histoire.

## Classement
| Rang | Équipe                       | Pts | J  | G  | N  | P  | Bp | Bc | Diff |
| ---- | ---------------------------- | --- | -- | -- | -- | -- | -- | -- | ---- |
| 1    | Wydad Athletic Club T        | 69  | 30 | 14 | 11 | 5  | 50 | 27 | +23  |
| 2    | Mouloudia Club d'Oujda       | 65  | 30 | 10 | 14 | 6  | 34 | 26 | +8   |
| 3    | Raja Club Athletic CdT       | 64  | 30 | 12 | 10 | 8  | 32 | 27 | +5   |
| 4    | KAC de Kénitra P             | 64  | 30 | 14 | 6  | 10 | 33 | 25 | +8   |
| 5    | Maghreb de Fès               | 62  | 30 | 11 | 10 | 9  | 25 | 20 | +5   |
| 6    | Association sportive de Salé | 62  | 30 | 12 | 8  | 10 | 27 | 25 | +2   |
| 7    | FAR de Rabat                 | 61  | 30 | 11 | 9  | 10 | 33 | 34 | -1   |
| 8    | Difaâ d'El Jadida V          | 60  | 30 | 11 | 8  | 11 | 32 | 27 | +5   |
| 9    | CODM de Meknès               | 60  | 30 | 8  | 14 | 8  | 31 | 34 | -3   |
| 10   | FUS de Rabat                 | 59  | 30 | 12 | 5  | 13 | 35 | 33 | +2   |
| 11   | Chabab Mohammédia            | 59  | 30 | 8  | 13 | 9  | 24 | 26 | -2   |
| 12   | Renaissance de Settat        | 58  | 30 | 9  | 10 | 11 | 26 | 33 | -7   |
| 13   | TAS de Casablanca            | 57  | 30 | 9  | 9  | 12 | 39 | 39 | 0    |
| 14   | Étoile de Casablanca P       | 56  | 30 | 8  | 10 | 12 | 28 | 37 | -9   |
| 15   | Union de Sidi Kacem ↓        | 54  | 30 | 6  | 13 | 11 | 36 | 38 | -2   |
| 16   | Moghreb de Tétouan ↓         | 50  | 30 | 5  | 10 | 15 | 25 | 59 | -34  |

- Champion & qualification Coupe Mohammed V 1977
- Vice-champion
- Relégué en Championnat du Maroc de football D2

- Abréviations

T : Tenant du titre

V : Vice-champion 1975-1976

CdT : Vainqueur de la Coupe du Trône de football 1976-1977

P : Promus de Championnat du Maroc de football D2 1975-1976
Le classement est établi sur le même barème de points que durant l'époque coloniale, c'est-à-dire qu'une victoire vaut trois points, un match nul deux points et défaite à un point.

## Statistiques

### Meilleur Attaque
- Wydad Athletic Club : 50 buts marqués.

### Nombre des buts
- 510 buts au total = moyenne de 2,125 buts / match

## Bilan de la saison
| Championnat du Maroc de football 1976-1977                        |                        |
| Champion                                                          | Wydad AC (10e titre)   |
| Coupes et trophées                                                |                        |
| Vainqueur de la Coupe du Trône 1976-1977                          | Raja Club Athletic     |
| Qualifications continentales                                      |                        |
| Coupe Mohammed V                                                  | Wydad AC               |
| Promotions et relégations                                         |                        |
| Promus en Championnat du Maroc de football                        | Raja de Beni Mellal    |
| Promus en Championnat du Maroc de football                        | Renaissance de Berkane |
| Relégués en Championnat du Maroc de football de deuxième division | Moghreb de Tétouan     |
| Relégués en Championnat du Maroc de football de deuxième division | Union de Sidi Kacem    |